# Densità dell'aria
La densità dell'aria è il rapporto tra massa d'aria e volume occupato. Nel Sistema Internazionale, come ogni densità essa si esprime in kg/m³. Per convenzione, la densità dell'aria è definita come quella misurata per l'aria secca alla temperatura di 15 gradi Celsius e al livello del mare (equivalente alla pressione di 101 325 Pa o 1 atm): in base a tale convenzione, essa è pari a circa 1,225 kg/m³. Ma, tenendo sempre presente la pressione in pascal oppure quella in atmosfere, si può affermare che a 0 gradi celsius la densità dell'aria è di circa 1,29 kg/m³.

## Dipendenza da temperatura e altezza
Come ogni gas, l'aria è un fluido facilmente comprimibile, a differenza dei liquidi come l'acqua, per i quali, entro certi limiti, è valida l'approssimazione di densità costante al variare della pressione. Pertanto, densità e pressione dell'aria aumentano all'aumentare del peso della colonna d'aria soprastante. La densità dell'aria diminuisce quindi con la quota: per fare un esempio, al livello del mare, e a 0 °C, essa misura 1,29 kg/m³; a 17 km di altezza misura appena un decimo di quella iniziale, con un andamento simile a quello della pressione atmosferica ovvero esponenziale negativo.  Dopo i 100 km di quota circa (eterosfera), la densità diminuisce più rapidamente perché si modifica la composizione dell'atmosfera con sempre maggiore presenza di gas leggeri quali elio e idrogeno. 
La densità dell'aria è inoltre inversamente proporzionale alla temperatura poiché, in buona approssimazione, l'aria segue la legge dei gas perfetti: quindi a parità di quantità di gas (o massa o numero di moli) e a parità di pressione, al diminuire della temperatura diminuisce anche il suo volume, ovvero aumenta il rapporto massa/volume; viceversa aumentando la temperatura aumenta il volume e quindi diminuisce la densità.

## Meteorologia
In meteorologia tale considerazione è di notevole importanza in quanto a differenze di densità dell'aria corrispondono differenze di pressione che sono la causa motrice dei venti. 
Poiché la densità è strettamente legata alla temperatura, essa presenta fluttuazioni sistematiche secondo l'ora del giorno e la stagione. Si hanno poi ulteriori variazioni in dipendenza dell'attività solare. 
Le particelle estranee presenti negli strati inferiori dell'atmosfera come polvere sollevata dal vento, prodotti della combustione industriale (pulviscolo atmosferico) non influiscono sulla densità dell'aria ma hanno rilevanza in altri fenomeni atmosferici connessi con la condensazione del vapore acqueo (nuclei di condensazione) e con l'inquinamento atmosferico.

## Aeronautica
La variabilità della densità dell'aria (ad esempio, in base alla quota di volo e alla temperatura) è un parametro importante anche per la navigazione aerea. Poiché la densità dell'aria entra in gioco nella fisica e nella matematica della portanza, quest'ultima cambierà in base ai suoi livelli.
Nelle regioni calde oppure a quote elevate, dove la densità dell'aria si abbassa notevolmente, si avrà una diminuzione della portanza della quale bisognerà tenere conto in tutte le fasi del volo meccanico. Ad esempio, gli aeroplani necessitano di piste di atterraggio e decollo più lunghe o di carichi più leggeri per un atterraggio o decollo sicuro, a causa della minore resistenza fluidodinamica opposta dall'aria in fase di atterraggio e per la minore portanza in fase di decollo.